# Dénomination d'origine protégée
La dénomination d'origine protégée est un label correspondant à l'appellation d'origine contrôlée française.
En Italie elle se nomme Denominazione di origine protetta.
En Espagne elle se nomme Denominación de Origen Protegida.
Au Portugal elle se nomme Denominação de origem protegida.